# Conus flamingo
Conus flamingo är en snäckart som beskrevs av Edward James Petuch 1980. Conus flamingo ingår i släktet Conus och familjen kägelsnäckor. Inga underarter finns listade i Catalogue of Life.